# Affaire Clément de Ris
 (juin 2023).
Si vous disposez d'ouvrages ou d'articles de référence ou si vous connaissez des sites web de qualité traitant du thème abordé ici, merci de compléter l'article en donnant les références utiles à sa vérifiabilité et en les liant à la section « Notes et références ».

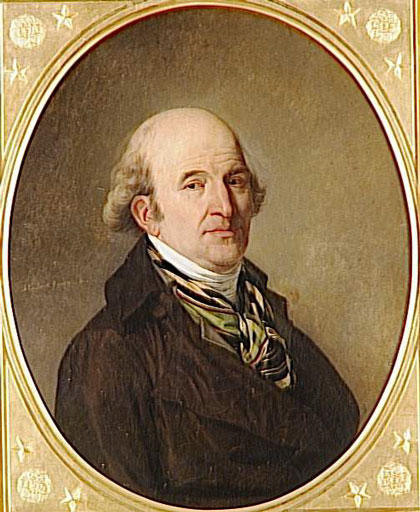
Le comte Clément de Ris, sénateur de l'Empire.

L’affaire Clément de Ris est une affaire célèbre d’enlèvement d’un sénateur en 1800 où fut impliqué Auguste de Canchy. Elle a inspiré le roman Une ténébreuse affaire à Balzac.

## Le complot et l'enlèvement
En mai 1800, la France commence à sortir du chaos dans lequel le Directoire l'avait plongée, mais la situation n'est pas pour autant réglée : l'Ouest est toujours en proie à des troubles, malgré la soumission des troupes royalistes, et le Sud assiste à la reconquête de l'Italie par les armées autrichiennes.
Le 6 mai 1800, à 2 heures du matin, Napoléon Bonaparte emmène son armée de réserve par la Franche-Comté et la Suisse vers l'Italie.

### Le complot contre Bonaparte

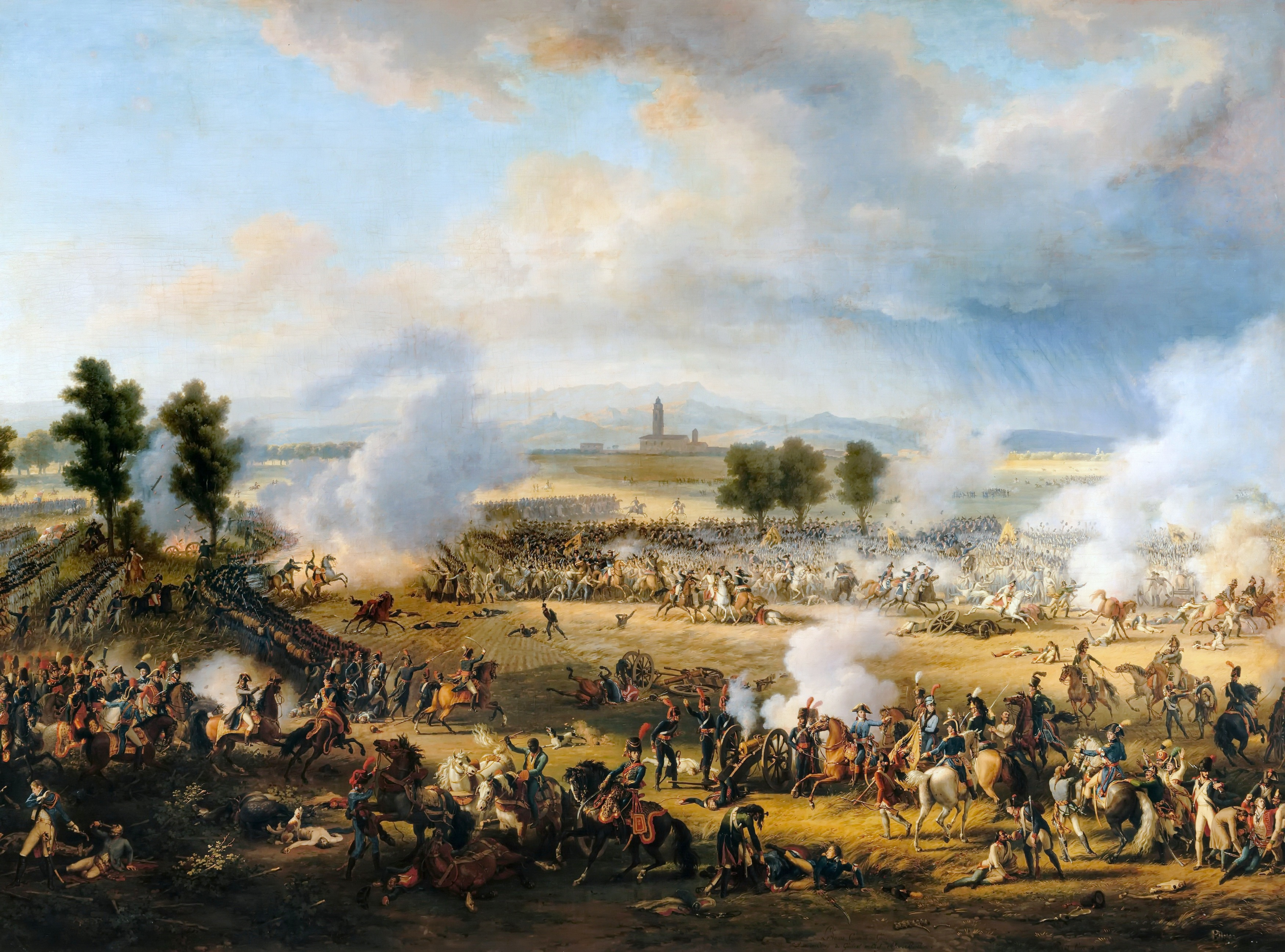
La Bataille de Marengo. Tableau de Louis-François Lejeune.

À la veille de la bataille de Marengo, bien mal engagée pour les armées de Bonaparte, Joseph Fouché, ministre de la Police de l'époque et futur duc d'Otrante, avait cru pouvoir conspirer pour son propre compte contre Napoléon.
Dans les prévisions d'une défaite annoncée, il s'était entouré de législateurs et d'hommes de police qui devaient avec lui se partager l'héritage de Bonaparte vaincu. Les noms de Bernadotte et Talleyrand furent évoqués comme faisant partie des comploteurs. Le sénateur Clément de Ris, ancien maître d’hôtel de la Reine sous l'Ancien Régime, décrit par Jacques Crétineau-Joly dans son ouvrage Histoire de la Vendée militaire comme un homme « de nature inoffensive et talent sans éclat », s'était vu promettre par Fouché la troisième place dans la nouvelle République. Une longue correspondance s'était engagée entre le ministre et le sénateur, si bien que de nombreux papiers qui compromettaient gravement Fouché aux yeux du Premier Consul se trouvaient en la possession de Clément de Ris.
À la suite d'une victoire inespérée de Napoléon, à la bataille de Marengo le 14 juin 1800, Fouché dut renoncer à son projet de conspiration. Une lettre écrite le jour même par Lucien Bonaparte à son frère Joseph résume bien la situation :

« La nouvelle de Marengo a consterné tous les intrigants (…) quant à nous, si la victoire avait marqué la fin du Premier Consul à Marengo, à l'heure où je vous écris, nous serions tous proscrits. »

— Lucien Bonaparte et ses mémoires – 1775-1840 Théodore Lung page 406
Informé de cette tentative de renversement contre sa personne, Napoléon à son retour à Paris le 2 juillet 1800, somma Fouché de lui fournir la liste des conjurés.

### L'enlèvement du sénateur Clément de Ris

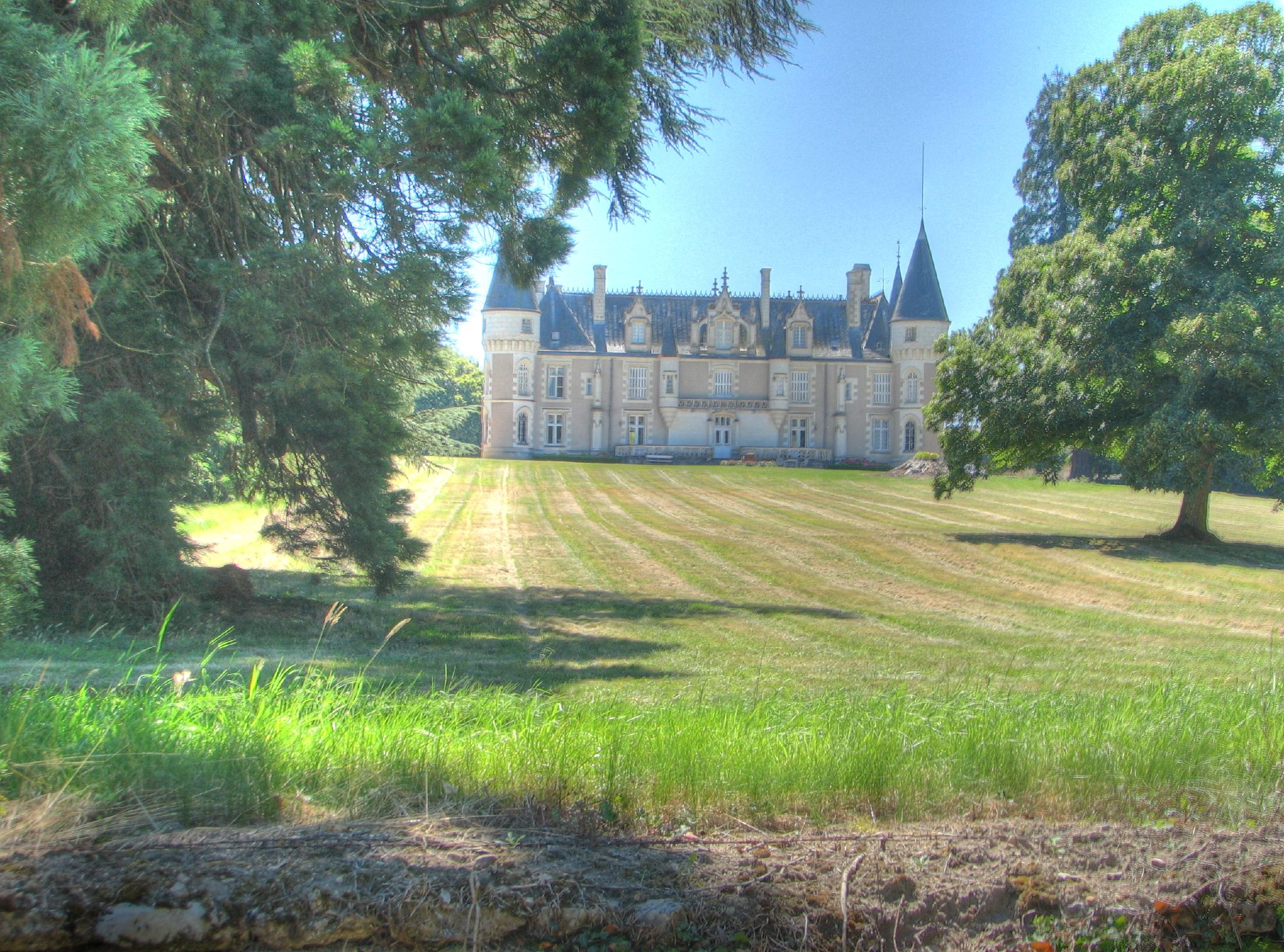
Le château de Beauvais à Azay-sur-Cher.

Inquiet de voir son nom figurer dans les archives de l'un de ceux-ci, Fouché fit, le 23 septembre 1800, enlever le sénateur Clément de Ris dans son château de Beauvais par l'un de ses agents secrets, Jean-Gabriel Gondé de La Chapelle, dit Gondé. À 17 heures, six hommes armés pénètrent dans le château, saisissent le sénateur et s'emparent des documents compromettants qu'il lui avait confiés, entre autres des affiches d'une proclamation pour un changement de gouvernement et de nombreuses lettres, qu'ils détruiront aussitôt.

### Une libération mystérieuse
Loin d'apaiser le courroux de Napoléon, soucieux de l'ordre intérieur, cet épisode attisa sa colère au point que le ministre dut organiser une libération fictive de Clément de Ris par ses agents lors d'un transfert en forêt.
Selon les rapports d’enquête de l'époque, on cite le nom de monsieur de Bourmont, chef d'insurgés, qui aurait promis de réussir les recherches si on lui confiait la tâche de délivrer le sénateur Clément de Ris. Il s'entoura pour cette mission de quatre autres chefs d'insurgés, "Arthur" Guillot de la Potherie, Carlos Sourdat, Salabéry et Robert Coutaud.
Le rapport de police poursuit :
« Dans cette même nuit du 18 au 19, un particulier monté à cheval arrive à la ferme du Portail et cause environ une demi-heure avec le brigand gardien. Celui-ci fait sortir le sénateur Clément de Ris de son cachot et le fait monter à cheval. Le fermier sert encore de guide : il conduit le sénateur, le brigand gardien et l'inconnu dans la forêt de Loches. On s'arrête environ un quart d'heure à la Pyramide des Chartreux. Trois ou quatre personnes à cheval arrivent parlent à voix basse à l'inconnu et au brigand gardien et se retirent ensuite derrière eux. Le guide, le sénateur, le brigand gardien et l'inconnu continuent leur route. Après un quart d'heure de marche, quatre particuliers viennent à course de cheval derrière les voyageurs tirent un coup de pistolet par-dessus la tête du sénateur Clément de Ris. Aussitôt, l'escorte disparaît ; on enlève au sénateur le bandeau qui lui couvrait les yeux et les libérateurs qui l'environnent sont Carlos Sourdat, Robert Coutaud et Salabéry. Avec eux était Guillot de la Potherie. »

## Des coupables tout trouvés
Il fallait impérativement un coupable et Fouché, se souvenant de l'existence d'Auguste de Canchy et Jean de Mauduison qu'un différend personnel avait dressés contre lui et dont le passé de chouans était un excellent prétexte, les fit arrêter. C'est Gondé, l'organisateur de l'enlèvement, qui dénonce ses « complices » avant de fuir en Angleterre.
Fouché enjoint donc, le 16 nivôse an IX (6 janvier 1801), au préfet d’Eure-et-Loir, de mettre en arrestation, comme voleurs de diligences, les sieurs de Canchy et de Mauduison, de Nogent-le-Rotrou.
Le préfet d’Eure-et-Loir s'étonne du chef d'accusation de voleurs de diligences : « En général, écrit ce dernier, je crois ces deux jeunes gens très inconsidérés dans leurs propos. Mais je suis loin de les croire coupables des crimes qui leur sont imputés. Le commandant et le sous-préfet de Nogent, le chef d’escadron de la gendarmerie et le lieutenant qui y résident, ont, sur leur compte, la même opinion que moi. J’attends vos ordres pour m’y conformer. »
Mais la réponse du ministre est de « Les maintenir en arrestation. Ces deux jeunes gens sont certainement deux des brigands qui ont arrêté Clément de Ris. »

### Le différend entre Fouché et les deux amis: Canchy et Mauduison

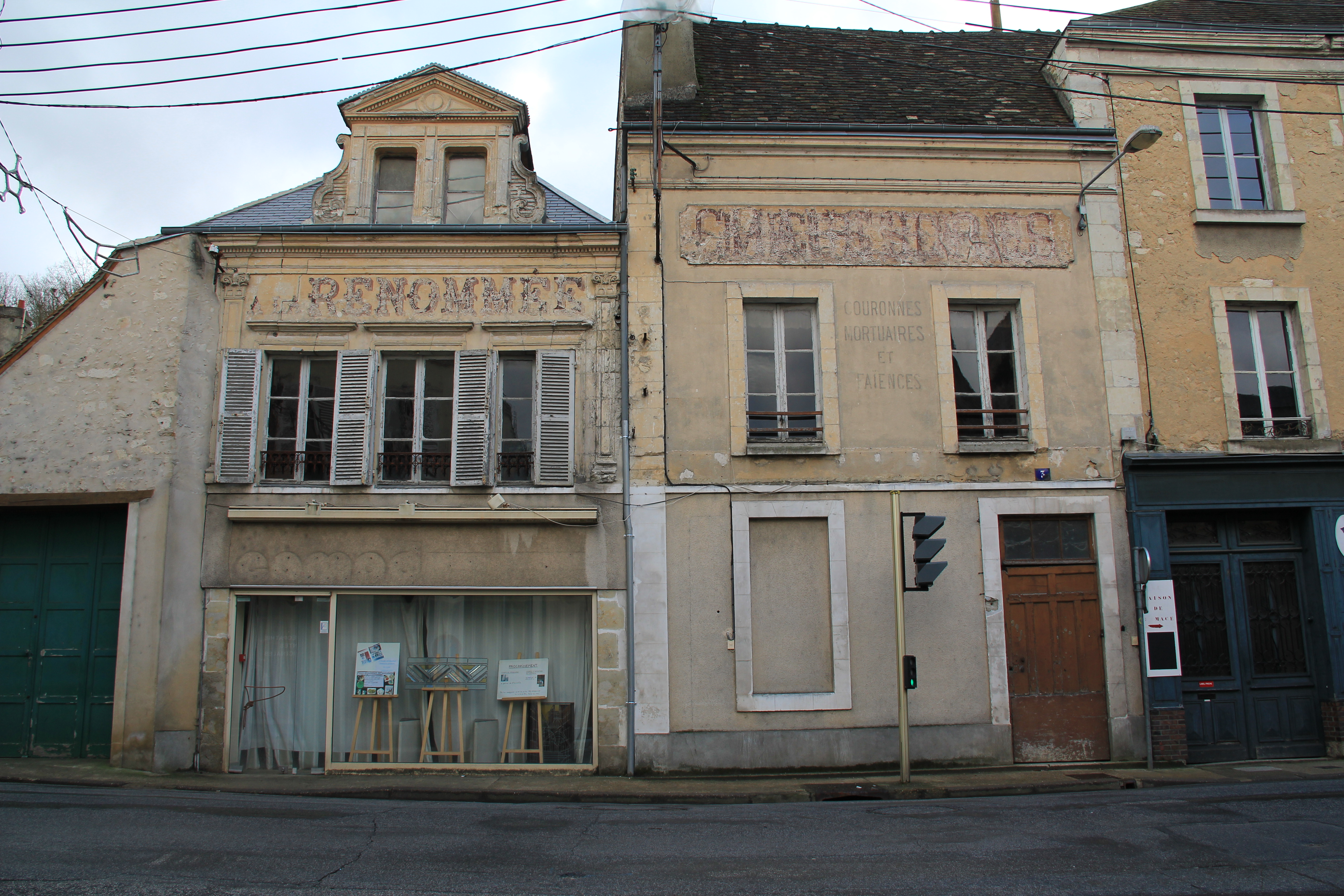
L'emplacement actuel de l’auberge de l’Épée d'Or.

Au 3 de la rue du Paty à Nogent-le-Rotrou, à l'auberge de l’Épée royale, deux amis discutent : le comte de Mauduison, décrit comme « un bel et insouciant adolescent au teint mat » et le marquis de Canchy, « plus grand, plus âgé et plus fougueux que son camarade ».
Le second reproche au premier d'avoir jeté son dévolu sur Rolande, la fille de maître Benoit, l'aubergiste. La conversation se poursuit entre les deux jeunes gens et Canchy s'écrie « Vive le Roi », ce à quoi Mauduison lui répond « Vive l'amour ». C'est à ce moment qu'entre un voyageur qui commande un verre de vin. Il conseille à l'aubergiste de changer le nom de son enseigne (l’Épée royale) mais celui-ci ne lui répond pas et salue imprudemment Canchy de son titre de marquis.
Le client obtient de Rolande le nom des deux jeunes gens et propose à cette dernière une cocarde qui doit « la rendre plus mignonne aux yeux de son amoureux ». Il tente d'accrocher lui-même la cocarde sur la poitrine de Rolande et, la saisissant par la taille, l'embrasse à pleine bouche. Celle-ci se défend et traite l'homme d'insolent alors que Canchy et Mauduison bondissent sur le client et le jettent dehors après l'avoir rossé.
Cet homme qui quitte la ville de Nogent-le-Rotrou pour se rendre à Nantes, peu après cet incident, s’appelle Joseph Fouché.

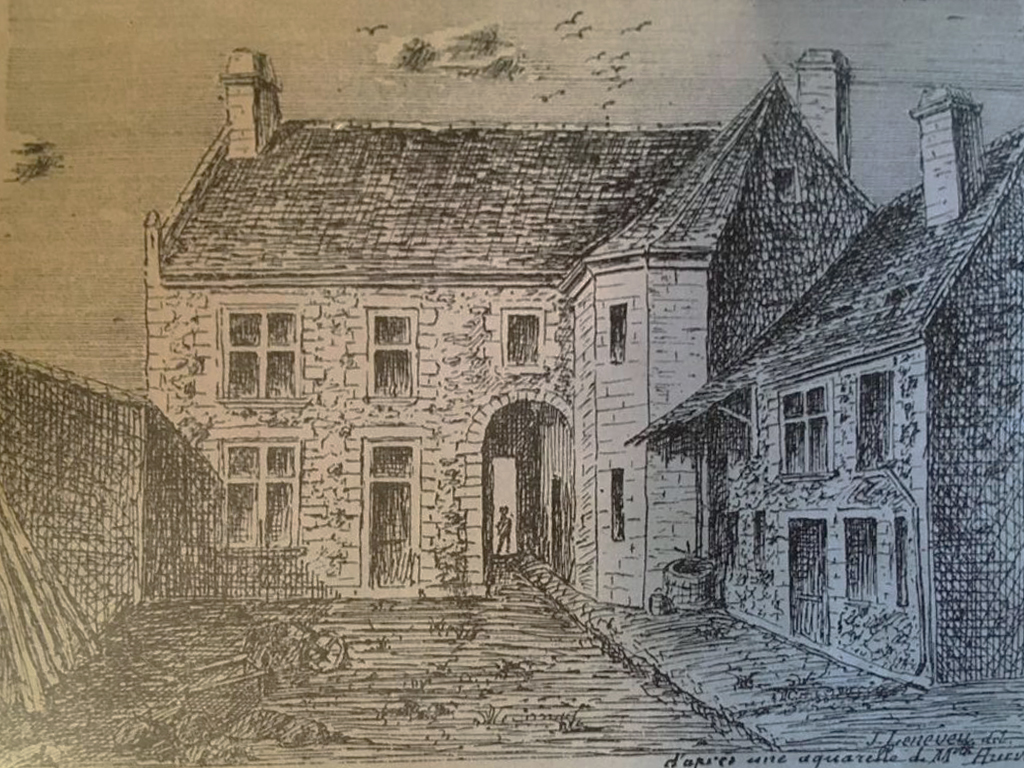
L'hôtel Mauduison au 89 rue Dorée

### L’arrestation de Canchy et Mauduison

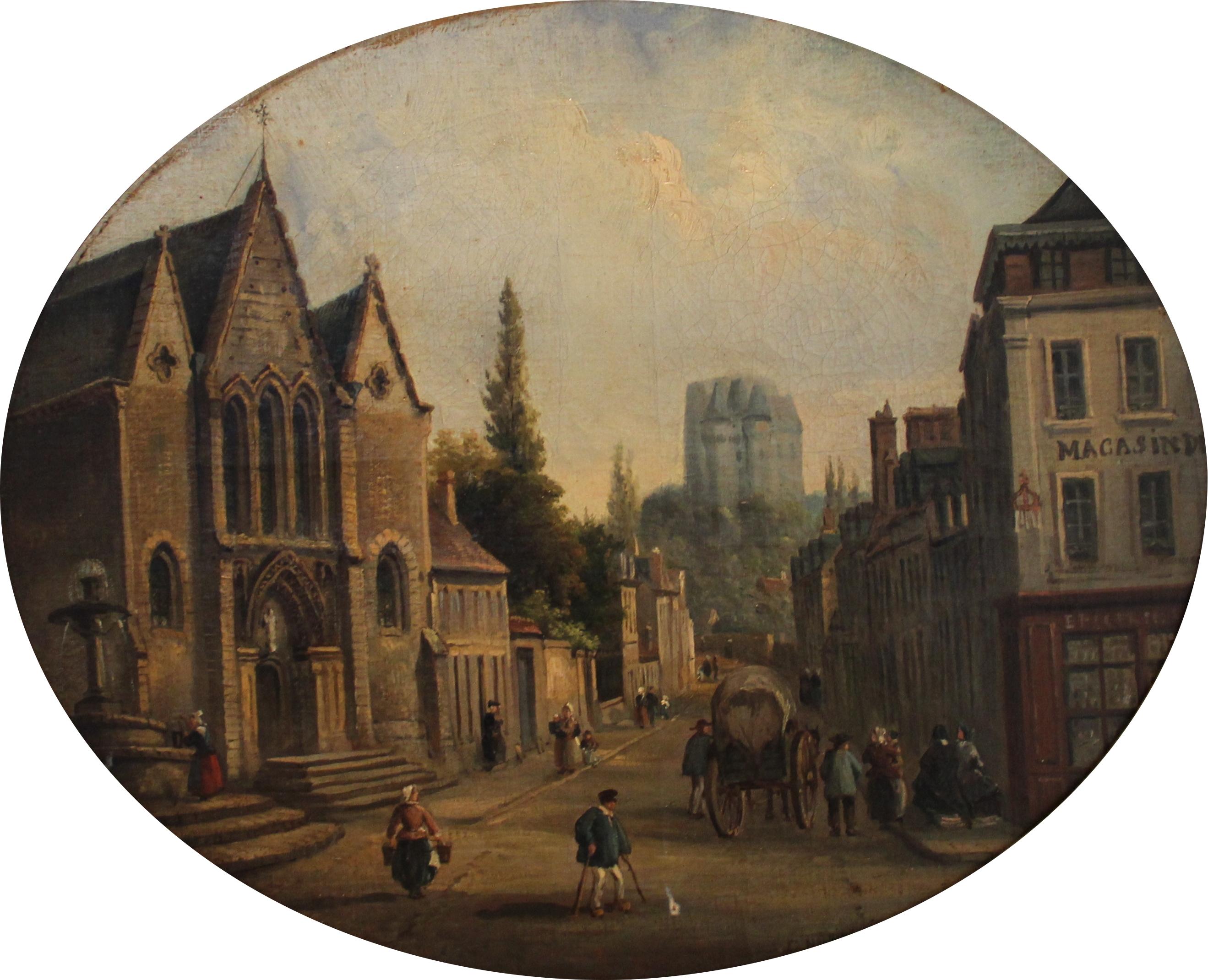
L'église Notre Dame vers 1860.

Le 30 nivôse 1801 (mardi 20 janvier 1801), Madame de Mauduison donne une fête dans son hôtel particulier du 89 rue Dorée à Nogent-le-Rotrou pour le baptême de son petit-fils, Jean Charles Adolphe âgé d'un an, fils d'Auguste du Moustier de Canchy, et de Victoire, sa fille. En effet, le jeune marquis de Canchy avait épousé en septembre 1799 la fille du comte de Mauduison, Victoire, sœur de son ami, âgée seulement de 17 ans.
La cérémonie s'est déroulée à Notre-Dame, à quelques mètres de l’hôtel Mauduison, et au retour du cortège, le commissaire de police Pierre-François Boulardière sollicite un entretien avec le marquis du Moustier de Canchy et son beau-frère.
Le commissaire Boulardière était un ancien garde française et avait eu, à l'époque, pour officier le père du comte. Il estime beaucoup le fils et lui conseille de fuir. Comme les deux jeunes gens s'étonnent, il leur répond en ces termes :
« Fuyez ! Vous êtes inculpés d'attaque de diligence. »
Canchy et Mauduison s'esclaffent et refusent de fuir :
Canchy : « Si ce n'est que cela, je suis pleinement rassuré. »
Mauduison : « Nous sommes innocents, nous ne bougerons pas d'ici ! »

Le commissaire Boulardière se représente au dessert pour procéder, malgré lui, à la double arrestation.

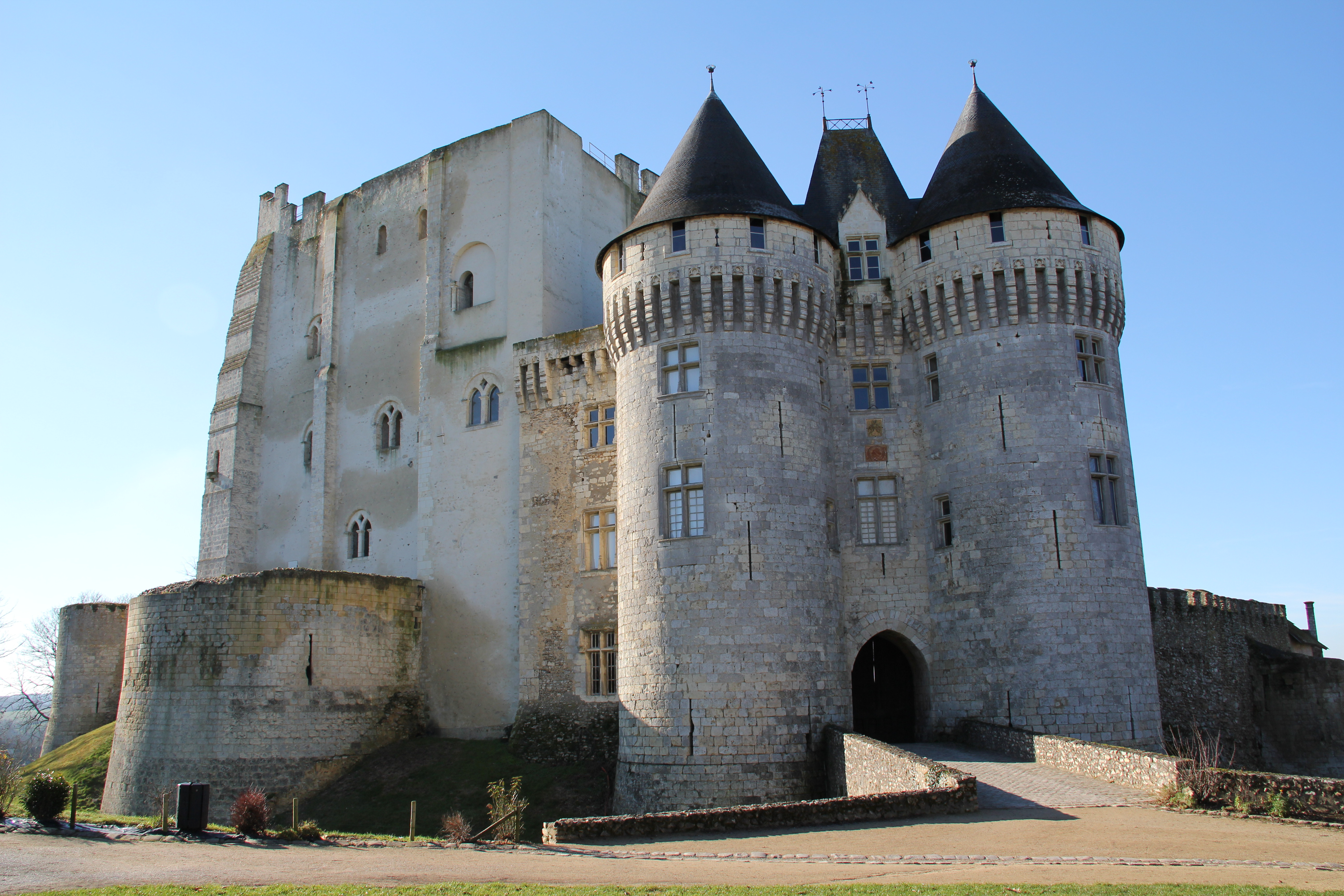
La prison de Nogent-le-Rotrou : le château de Saint-Jean

Les deux jeunes sont conduits et incarcérés à la prison de la ville, le château de Saint-Jean, avant d’être emmenés le lendemain à Chartres.

### L’arrestation de Gaudin
Le préfet du Calvados prévint son ministre de la Police, Fouché, qu'il venait de procéder à l'arrestation d'un ex-insurgé, pour vol de diligences : Étienne Gaudin. Fouché lui demanda en ces termes :
« Est-il borgne ? Si oui, envoyez-le-moi ; si non, retenez-le pour le faire juger des délits dont il s'est rendu coupable. »
Il fallait un borgne dans la liste des prévenus car le gardien qui avait veillé sur le sénateur Clément de Ris pendant dix-huit jours était borgne. Le vrai coupable était un borgne nommé Dubois que ses amis appelaient Coclès.
Gaudin était vainement cherché depuis le mandat d’amener lancé contre lui le 26 nivôse, et le signalant comme voleur de grand chemin, sous le coup d’une condamnation à la peine capitale : il s'était associé, en 1798, à Jean-Gabriel Gondé de La Chapelle et quelques chouans pour piller les diligences. La bande fut arrêtée près de Caen. Gondé et Gaudin échappèrent et furent condamnés à mort par contumace.

### La liste des prévenus
Les procès-verbaux de l'époque relatent l’enquête et l’arrestation de la manière suivante :
« Les recherches des autorités constituées, chargées de surveiller la tranquillité publique ont entraîné l'arrestation des détenus qui sont actuellement en jugement, à savoir :
- Étienne Gaudin, dit Montauciel, ex major d'insurgés né commune de Barenton dans la Manche, âgé de 28 ans,
- Jean David Charles de Mauduison, ex capitaine d'insurgés, né à Préval dans la Sarthe et demeurant à Nogent-le-Rotrou, âgé de 20 ans,
- Auguste Émilie Nicolas du Moustier de Canchy, propriétaire, né et demeurant à Chartres, âgé de 28 ans,
- Pierre Lemesnager, ex capitaine d'insurgés officier de santé, conscrit à Blois,
- Jean Pierre Aubereau ex capitaine d'insurgés prévenu d'émigration, né à Orléans sans domicile fixe,
- Armand Emmanuel Desmaretz Baurain, dit Charles Marie Leclerc, prévenu d'émigration né à Bazas Gironde,
- René Louis Lacroix, propriétaire né à Luzilé (I et L) et demeurant à Loches, âgé de 33 ans,
- Sa femme, née Marie Françoise Adélaïde Deroullin, âgée de 28 ans,
- Jourgeon et sa femme, fermiers du lieu du Portail. »

Les six premiers prévenus étaient accusés de l'enlèvement proprement dit et des crimes de vol et de violence qui s'y rattachaient.
Les quatre autres prévenus étaient accusés d'avoir « aidé à l'accomplissement de l'attentat en fournissant une retraite pour la séquestration de Clément de Ris et en favorisant par certaines démarches la prolongation de cette détention ».

## Un procès truqué
Après l'ouverture des débats à Tours et plusieurs audiences, le tribunal décida, avant de statuer sur le sort des accusés, d'ordonner le 4 thermidor 1801 (23 juillet) que les accusés soient transférés à Paris pour y être, en présence du président du tribunal criminel de la Seine, confrontés avec Clément de Ris, sa femme et son fils.
Mais, se protégeant par son statut d'ambassadeur, Clément de Ris refusa la confrontation. Devant un vice de forme, le tribunal de Cassation, par jugement du 7 fructidor suivant (25 août), annula cette décision ainsi que les débats au cours desquels elle avait été rendue et renvoya l'affaire devant un Tribunal spécial.

### Le tribunal spécial de Maine-et-Loire

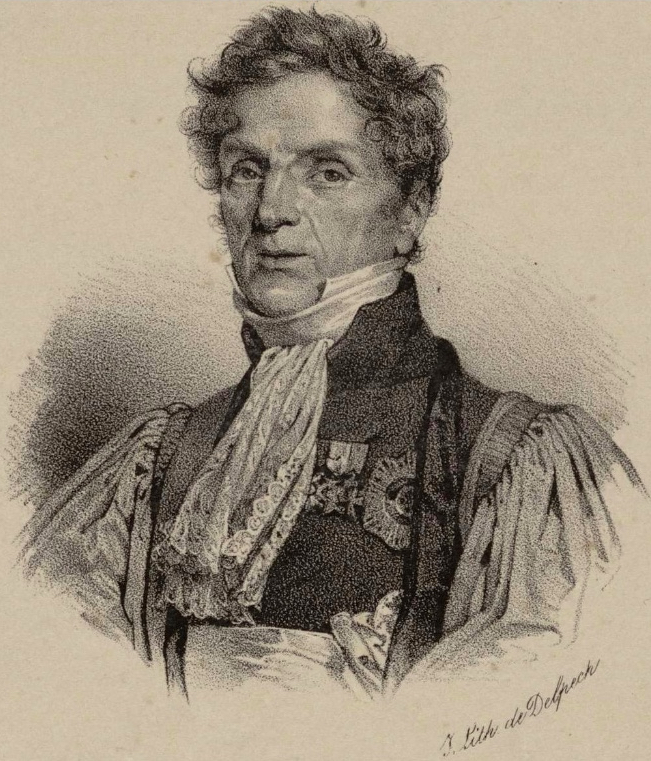
Maître Chauveau-Lagarde fut, entre autres, l'avocat de Marie Antoinette

Depuis l’attentat contre la vie du Premier Consul lors de la conspiration de la machine infernale, rue Saint-Nicaise, il a été voté à la hâte une loi établissant les Tribunaux spéciaux pour connaître « des crimes commis sur les grandes routes et dans la campagne par des bandes armées, des attentats dirigés contre les acquéreurs de biens nationaux, et enfin des assassinats tentés contre les chefs du Gouvernement ». Ces Tribunaux se composeraient de six juges, pris, trois parmi les membres des Tribunaux ordinaires, trois parmi les militaires, et de deux adjoints, au choix du Gouvernement, et possédant les qualités requises pour être juges. La sentence était sans appel et immédiatement exécutoire.
Maître d’établir un Tribunal de ce genre-là où il jugerait utile, le Gouvernement avait estimé que les départements d’Indre-et-Loire et de Maine-et-Loire étaient dans ce cas. La loi avait été votée le 18 pluviôse. Le 19 parut le décret instituant à Tours un Tribunal spécial. Le 7 ventôse, une lettre du Préfet exposait au Ministre de la Police l’opportunité, vu l’esprit du pays et les dispositions du jury du tribunal criminel, préventivement favorable à un acquittement, de porter l’affaire Clément de Ris devant le tribunal spécial de Maine-et-Loire.
Fouché craignait qu'un acquittement ne relance l'affaire avait écrit au préfet d’Indre-et-Loire : « Ces trois individus, les seuls de ceux arrêtés qui m’aient été signalés d’une manière positive pour avoir fait partie des brigands qui ont enlevé de chez lui le Sénateur Clément de Ris, ont encore donné lieu, par leur conduite, à d’autres préventions, qui exigent qu’ils restent en arrestation jusqu’à ce que je me sois procuré les renseignements nécessaires pour les faire juger. »
Le tribunal spécial de Maine-et-Loire statuait sans juré. Il se composait, en plus du commissaire du gouvernement, Monsieur Gazeau et d'un greffier, Guibert Audio :
- Le président, Pierre-Marie Delaunay,
- Juges civils : ses deux adjoints, deux juges du tribunal criminel ordinaire, MM Boulet et Baranger,
- Juges militaires: trois militaires ayant le grade de capitaine, MM Belville, capitaine de gendarmerie, Carelte capitaine de vétérans nationaux et Pierre François Viriot, capitaine adjoint à l’état-major de la 22e division,
- Adjoints : deux citoyens ayant les qualités requises pour être juges : monsieur Gastineau, suppléant au tribunal civil et monsieur Gaudais, homme de loi.

La défense était représentée par :
- Maître Blain, de Tours, défendait Gaudin et Aubereau,
- Maître Pardessus, de Blois, défendait Lemesnager et les époux Jourgeon,
- Maître Chauveau-Lagarde défendait Mauduisson et Canchy
- Maître Callaud de Tours (les 5 premières séances), puis maître Duboys d'Angers, défendaient les époux Lacroix.

### Le procès débute le1erbrumairean 10 à 10 heures (23 octobre 1801)
Dès la lecture des chefs d'accusation, le président Delaunay donne à ce procès un caractère politico-crapuleux en désignant les royalistes comme instigateurs de l'enlèvement :

« Le projet d'enlever le citoyen Clément de Ris & de le mettre à contribution était conçu depuis longtemps; attaché au gouvernement républicain, acquéreur de biens nationaux produisant 1 100 francs de revenus & membre de l'une des premières autorités, il devait fixer l'attention des sicaires soudoyés par les partisans de la royauté; aussi était il inscrit honorablement sur leurs tables de proscription, comme les premiers magistrats du peuple Français, les fonctionnaires publics & les acquéreurs des domaines nationaux. »

Devant l’intérêt du public et la gravité des faits reprochés, les autorités durent prendre des mesures de sécurité exceptionnelles comme le relatent en ces termes les écrits de l'époque :

« De son côté, l'autorité militaire avait pris des mesures pour le moins imposantes. Non seulement un corps de cavaliers stationnait sur la place du Palais, mais si nous en croyons les souvenirs de témoins oculaires, cinquante hommes de troupe se trouvaient dans la salle et chaque accusé avait derrière lui un gendarme le sabre à la main. »

Très vite, Canchy, Mauduison et Gaudin sont désignés comme les principaux instigateurs et sont présentés comme « les chefs des brigands du 1er vendémiaire ».
Des observateurs de l'époque décrivent les trois principaux accusés :

« Gaudin paraît aux débats avec un des yeux couvert de taffetas noir et plusieurs témoins le désignent comme borgne ou ayant un œil immobile et appuient sur ce point la certitude de leur observation. (…) Mauduison est signalé comme, ayant commune d'Azay, tiré un coup de pistolet sur Gouppy qui courait après son cheval volé. Il est reconnu de plus comme celui qui au moment de l'enlèvement veillait à la porte sud du château.
Canchy, que les témoins signalent par sa belle figure et ses favoris rouges, et nomment parfois le gros bel homme, est représenté comme ayant été le guide et l'acteur le plus zélé de l'entreprise. »

Tous trois nient être allés à Tours et ce, malgré des témoignages aussi farfelus qu'accablants qui les décrivent armés de sabres, faisant irruption par une fenêtre dans les appartements du sénateur Clément de Ris et le forçant à monter dans une voiture. Mais tous ces témoignages ne se corroborent pas et sont même très souvent contradictoires. La victime elle-même déclara seulement qu'il « était assis près de sa femme malade quand il se vit menacé du pistolet par un brigand qui lui parut avoir trente ans environ ». Le sénateur avait pire, plusieurs témoins affirment avoir vu au moment du crime, les accusés « dans des lieux assez éloignés », leur fournissant ainsi des alibis plus que solides.

### Une fin de procès qui s'oriente vers un non-lieu
Dans une admirable plaidoirie, maitre Chauveau-Lagarde dépeint son client Canchy comme un homme « jeune doux myope sourd n'ayant jamais été ni émigré ni chouan » et son beau-frère Mauduison « plus jeune encore et un moment seulement, égaré dans l'insurrection, goûtant à l'heure où le crime se commettait, les joies causées par plusieurs noces célébrées dans sa famille. »
Les autres avocats dans leurs réquisitoires, relèvent un par un les incohérences du dossiers à l'exemple de maître Duboys qui ouvrit contre l'accusation, en renouvelant à chaque phrase ce mot « pourquoi », un véritable feu de réponses démontant un à un chaque argument de l'accusation.
L’innocence des accusés semblait maintenant une certitude.
L'un des avocats avance même timidement l'idée d'un complot en lançant dans sa plaidoirie « aux hommes puissants qui avaient des vengeances à exercer ». Un autre demande : « quelle puissance enchaîne toutes les langues ? »
Les prévenus et le public lui-même étaient persuadés d'un prochain acquittement, tant même que Canchy avait, le jour du jugement, demandé à sa femme de lui apporter ses costumes et de lui acheter des gants. Il lui avait même passé commande pour son repas du soir.

### La sentence: condamnation à mort pour trois des accusés
Voyant faiblir la conviction de ses accesseurs, le président Delaunay réunit la cour lors d'un déjeuner. À la fin du repas, il reprit les arguments de Fouché et annonça à ses convives « qu'il serait d'un exemple regrettable et dangereux au premier chef de prononcer l'acquittement en masse d'un si grand nombre de chouans et d'ennemis du gouvernement ; que, s'ils n'étaient pas positivement reconnus coupables, ils n'en avaient pas moins cent fois mérité la mort dans d'autres circonstances. »
Le 2 novembre 1801, à seize heures, un arrêt de mort frappait trois des accusés : Canchy, Gaudin et Mauduison.
Depuis sa cellule, Mauduison adresse à sa mère une lettre désespérée dans laquelle il jette une ultime protestation : « Je suis assassiné et non jugé ! »
Une peine de six années de détention et l'exposition sur une des places publiques d'Angers pendant quatre heures est requise contre les époux Lacroix.
Les cinq autres accusés furent acquittés.
L'article 29 de la loi du 18 pluviôse était formel : le débat étant terminé, le tribunal jugera le fond en dernier ressort et sans recours en cassation.

### Une sentence qui scandalise, au sein même du tribunal: l'intervention du capitaine Viriot
Le chroniqueur G. Lenotre raconte, dans Vieilles maisons, vieux papiers, les déboires de l'un des membres du tribunal, le capitaine Viriot, choisi pourtant pour son patriotisme et sa haine des chouans, qui, se rendant compte de l'innocence des accusés, décida de relater les pressions auxquelles ce tribunal avait été soumis et de réhabiliter la mémoire des innocents qu'il avait envoyé à l'échafaud.
Germain Sarrut, dans Histoire de France de 1792 à 1849 relate cet évènement :

« Le tribunal persista dans sa détermination et le jugement qui condamnait à mort MM. Canchy Mauduison et Gaudin fut prononcé. Aussitôt M. Viriot protesta hautement déclara n'avoir point signé la sentence, qui dès lors se trouvait légalement frappée de nullité et s'échauffant dans sa lutte avec le président Delaunay qui tentait de couvrir sa voix, il qualifia de bourreaux les juges qui avaient signé cette horrible condamnation et qui livraient ainsi des innocents à d'autres bourreaux. « Votre innocence m'est connue » dit-il aux accusés, « je le jure sur l'honneur, vous êtes innocents et je ne souillerai pas mon nom en signant l'arrêt qui ordonne votre assassinat. Je vole à Paris, ma chaise de poste est prête, je plaiderai votre cause devant le gouvernement et, si je suis votre avocat, je serai l'accusateur des tigres qui vous égorgent, qui viennent, dans une orgie à laquelle je n'ai point eu la honte d'assister, de signer votre arrêt de mort, je leur ai nommé les coupables ; j'ai donné des preuves que ceux que je désignais étaient tels. »

Viriot se précipita prévenir madame de Canchy et se rendit immédiatement à Paris afin de contacter les généraux Lefebvre et Mortier. Ceux-ci s’avouèrent incapables d'intervenir. Il fut reçu par Joséphine de Beauharnais qui ne put que lui prodiguer qu'encouragements et bonnes paroles.
De toute façon, les jugements des tribunaux spéciaux étaient exécutoires dans les vingt-quatre heures.
L'attitude de Viriot fit scandale et provoqua l'intervention de Berthier, ministre de la Guerre qui dans son rapport aux Consuls précise que « Viriot (…) avait tellement persuadé aux familles des accusés et à leurs défenseurs qu'ils seraient acquittés que ceux-ci se réjouissaient à un dîner quand ils apprirent la condamnation. Ce fut cette croyance qui sauva la ville des tentations d'insurrection. » Il sera mis à la retraite aussitôt par son ministre de la Police… le ministre Fouché. Cette affaire, qui le poursuivra sa vie durant, sera pour lui un échec et entravera sa vie personnelle et professionnelle pendant plus de trente ans.

### Le procès des Canchy
Le matin du 3 novembre 1801, les préparatifs de l'exécution débutèrent sur le Champ de Mars à Angers. On savait que le peuple était favorable aux condamnés et il courait même le bruit d'une tentative d'évasion organisée par les ouvriers des carrières voisines d'Angers.
Il faut dire qu'à ce moment-là, le nom de Canchy était répété par tous : la physionomie et le langage de cet accusé avaient tellement intéressé l'auditoire que bien des gens ne nommaient pas cette affaire autrement que le procès des Canchy. Lors de la lecture de l’arrêt, Canchy s'était écrié: « Je ne suis pas jugé ; je suis assassiné ! ». À ce cri répondirent, comme un écho, les acclamations du public. De violentes manifestations éclatèrent : il fallut employer la force armée pour faire vider la salle ; plusieurs arrestations furent opérées.
Émile Souvestre, dans La Mosaïque de l'Ouest, écrivit :

« On devine qu’en présence d’une pareille disposition des esprits les mesures militaires durent être moins épargnées que jamais. Une forte escorte assura le court trajet de la prison, alors rue Saint-Étienne, à l'échafaud; encore prit-on soin de faire passer par des rues détournées, et non par la place des Halles, le cortège marquant avec fifres et tambours le pas que suivaient d'un air résolu les trois condamnés. »

À dix heures et demie du matin, Canchy, Mauduison et Gaudin étaient extraits de la prison. Ils s'avancèrent entre deux haies de fantassins en arme. Gaudin était vêtu des mêmes vêtements qu'à l’audience, Canchy et Mauduison en pantalons blancs collants, bottes à l’écuyère, habits verts de la dernière mode : c’étaient les costumes, qu’en prévision d’un acquittement certain, ils avaient commandés pour leur sortie de prison.
À onze heures, le couperet tomba, laissant à la population indignée et silencieuse le sentiment que les condamnés avaient été non punis mais sacrifiés.

### La lettre ouverte de Pierre Bruyant
De nombreux historiens ont démontré à maintes reprises l'innocence de Canchy et Mauduison. Pierre Bruyant écrit en 1904 en conclusion de son ouvrage Trois innocents guillotinés (épisode du ministère Fouché sous le Consulat) une émouvante laïus aux innocents de l'affaire Clément de Ris :
"Nous vous blâmions comme chouans, mais, devant vos têtes sanglantes, nous nous inclinons avec douleur et respect, pauvres martyrs, et nous crions votre innocence. Si l'histoire réhabilite, sans maudire les juges, les innocents qu'a frappés l'erreur des hommes, elle ne se contente pas de réviser, à la face de l'univers, les iniques jugements, œuvres d'infamie et de crime. Les mains frémissantes d'indignation de l'historien clouent, à leur tour, et pour jamais, au poteau d'ignominie, dans la lumière fulgurante de la vérité, les noms des bourreaux, pour que, selon la prophétie d'un des défenseurs, la postérité « pâlissant en lisant la condamnation avec la preuve de l'innocence » flagelle les Fouchés et leurs complices d'un éternel mépris."

## Auguste Aimé Nicolas de Canchy et Victoire de Mauduison
Auguste de Canchy avait vingt-huit ans au moment de monter à l'échafaud. Sa femme, Victoire, née Victoire de Mauduison (1782-1863) venait de mettre au monde un fils, né un an auparavant, Jean Charles Adolphe de Canchy (1800-1879).
Elle demeurait dans un hôtel, non loin du tribunal et, dès le verdict prononcé, elle fut informée du sort réservé à son mari et à son frère.
Lorsque Chauveau-Lagarde fit irruption dans sa chambre, elle avait saisi un pistolet pour mettre fin à sa vie. L'avocat l'en empêchera et la conduisit au Mans dans sa famille.
Avec l'aide du capitaine Viriot, elle tente, mais en vain, de faire jouer toutes ses relations pour sauver son mari, en particulier auprès de Joséphine de Beauharnais, femme du Premier consul Bonaparte, qu'une lointaine parenté liait aux Canchy et aux Mauduison.
Cela ne suffit pas à sauver les condamnés.
La veuve de Canchy épousera en secondes noces Armand Lesage du Mesnil-Hurel (1765-1840), brigadier aux gendarmes rouges de la Maison du roi Louis XVIII. Ils auront une fille, Armande, née le 23 avril 1808 à Nogent le Rotrou, morte en 1855 à Sens au 80 rue Alix à l’âge de 47 ans.

### La famille Canchy
La famille d'Auguste de Canchy est restée digne et muette. Le Tribunal, comble de l'ironie, l'avait condamné à payer les frais de procédure. Il reste au Dossier d’Angers, le reçu fiscal daté du 27 octobre 1807 qui précise que :
« 
Le Receveur de l’Enregistrement à Chartres certifie que les frais de la procédure criminelle suivie contre Canchy et autres, par jugement du Tribunal spécial de Maine-et-Loire, en date du 11 brumaire an X, et qui ont été liquidés à la somme de 16.281 fr. 75 centimes, ont été acquittés par le tuteur de l’enfant mineur du dit Demoustier Canchy, savoir :
| 15 messidor an XII     | 1.500  | »  |
| 20 messidor an XII     | 300    | »  |
| 16 brumaire an XIII    | 910    | 29 |
| 16 vendémiaire an XIII | 12.000 | »  |
Total 14.710 29

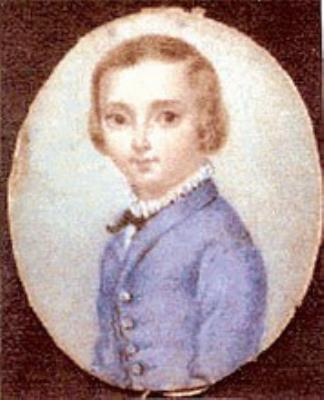
Charles Maurice du Moustier de Canchy (1838 - 1903)

et que le tuteur du mineur Demoustier Canchy a obtenu remise des 1.551 fr. 46 restant dus, par décret impérial du 26 fructidor an XIII.
 »
Le décret impérial du 26 fructidor an XIII (13 septembre 1805) portait sur le "remboursement des frais de procédure dans le cas de mort du condamné avant l'exécution". Ce décret soulevait ici le problème des peines prononcées par les tribunaux spéciaux qui étaient exécutoires dans les 24 heures, sans possibilité de cassations, ce qui annulait par application de la loi la condamnation des héritiers à payer les frais de procédure... maigre consolation.
À la mort d'Auguste de Canchy, son jeune fils Charles Adolphe, était le dernier descendant de la famille Canchy (le père d'Auguste était lui mort en 1799). Il a épousé en avril 1837 Joséphine Louise Bathilde de Feu.
Ils auront un fils, Charles Maurice du Moustier de Canchy (né en 1838) qui rachètera le château de Canchy en 1885. Celui-ci épousera Cécile de Bonardi du Mesnil en 1867 et se mariera à Séréville dans l’Yonne.
Ils auront un fils, Jehan Charles François du Moustier de Canchy (né à Sens le 9 mars 1868 et mort à Paris en 1935) qui épousera Mageleine de Cagarriga (1882-1967). Ils habiteront Paris et Courtoin et auront 4 enfants.
Parmi les descendants de Auguste Aimé Nicolas du Moustier de Canchy, on peut citer Étienne du Moustier de Canchy, général de brigade ou Jean François du Moustier de Canchy, haut fonctionnaire.

### La famille Mauduison
Mme de Mauduison se montra moins circonspecte et moins résignée que sa fille, la marquise de Canchy. Après l’exécution de son fils, elle a chargé le citoyen Foucaud-Cesbron, d’Angers, de réclamer restitution des six mille francs donnés à Viriot pour œuvrer à la libération des innocents lors de son passage à Nogent-le-Rotrou, et de deux mille francs déposés chez Dupray : « Le scélérat, disait-elle de Viriot, plus bourreau de mes enfants que le malheureux qui a été obligé d’exécuter les ordres de la Justice, voudra-t-il y ajouter le rôle de voleur, ou rendra-t-il les 8.000 francs. »
Après l’exécution de Jean de Mauduison, le nom sans descendance mâle s’éteint.

## Rumeurs

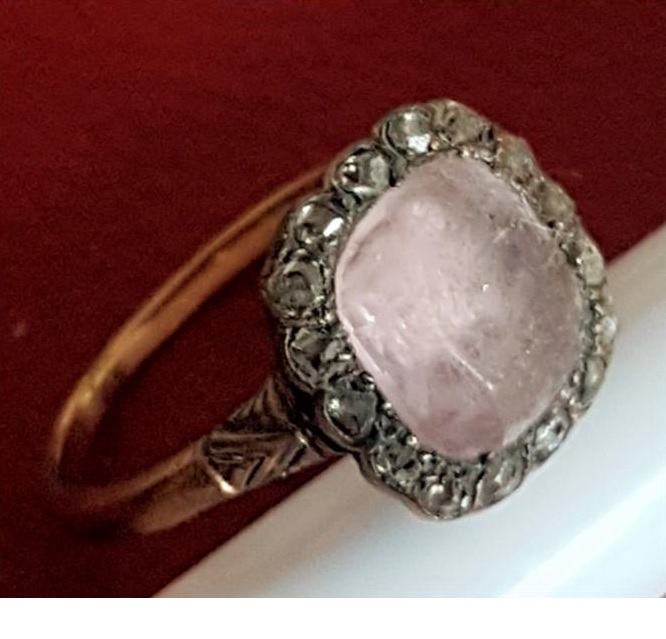
La bague à poison offerte à la marquise de Canchy par Joséphine Tascher de la Pagerie.

### La bague à poison de Joséphine
MM. de Mauduison et de Canchy étaient parents des Tascher, autre vieille famille, très anciennement établie dans le Perche, et qui posséda longtemps le château de Pouvrai.
Un Maussé, officier de la marine royale, avait ramené des îles Joséphine Tascher de la Pagerie, la future femme de Bonaparte. Elle offrit même en souvenir à M. de Maussé une bonbonnière, conservée dans la famille du marquis de Canchy.
Pourtant, Joséphine refusa de s'entremettre en faveur de ses cousins ! Fascinée par Fouché, la peur n'était pas uniquement sa mauvaise conseillère: sa coquetterie trouvait aussi son compte dans l'amitié du ministre qui lui accordait, en retour de certaines confidences, quelques miettes des fonds secrets, pour s'acheter, a l'insu de son mari, des robes et des chapeaux supplémentaires.
Dans les bijoux de la famille Canchy se trouve une petite bague formée d’une pierre rose portant une étiquette « Donnée par Josephine »
Or un bijoutier voyant cette bague fit la remarque suivante : « c’est une bague qui était destinée à contenir du poison mais elle ne peut plus s’ouvrir, elle a été scellée »
Il a été déduit que Joséphine, ne voulant pas intervenir, a donné à sa cousine cette bague pour éviter le supplice de son mari.